# Surpatele
Surpatele – wieś w Rumunii, w okręgu Vâlcea, w gminie Frâncești. W 2011 roku liczyła 189 mieszkańców.